# 南湖 (南宁)
南湖，位于广西首府南宁市城东南，水域面积约101.8公顷，是南宁城区最大的内湖。中华人民共和国成立后，南湖几经疏浚，沿湖植树种花，逐渐形成一个风景区，即南湖公园，水陆面积近192公顷。